# 히라타 히로아키
히라타 히로아키(平田広明, 1963년 8월 7일 ~ )는 일본의 배우 겸 성우이다.

## 개요

### 인물
- 도쿄도 출신으로 신장 175cm, 체중 64kg. 고등학교 졸업 후 스바루 연극 학교를 거쳐 극단 스바루에 소속되었다. 1986년 〈한여름 밤의 꿈〉으로 처음 무대에 선 후 연극은 물론 서양영화의 더빙, 애니메이션, 나레이션 등에서도 활약 중이다. 취미는 낚시, 정원 가꾸기, 사진. 또한 스바루 연식 야구부, 스바루 정구부에 입부해 있다. 좋아하는 연극은 〈세일즈맨의 죽음〉, 〈체링 크로스 84번지〉. 좋아하는 영화는 《시티 라이트》 등 채플린 영화.

### 특색
- 많은 서양영화에서 더빙을 담당하고 있다. 특히 《에드 우드》(Ed Wood) 이후, 조니 뎁의 일본어 더빙을 많은 작품에서 담당하고 있는 것으로 유명하다. 그 외에도 주드 로, 맷 데이먼, 조쉬 하트넷, 에드워드 노튼, 이완 맥그리거 등의 많은 할리우드 스타의 더빙을 담당하고 있다.
- 애니메이션에도 많이 출연하고 있으며, 청년 역할부터 중년 역할까지 담당하고 있다. 《파이널 판타지 XII》의 발프레아 같은 미청년 타입이나 《원피스》의 상디, 《최유기》의 사오정 등, 여자를 밝히는 오빠 뻘의 경박하지만 밉지 않은 역할부터 《테일즈 오브 이노센스》의 리카르도·솔다토 같은 진지한 미남 역할, 《괴물왕녀》의 세브란 같은 냉철한 악역, 《CLAYMORE》의 루브르 같은 수수께끼 투성이의 인물, 그리고 《이누야샤》에서는 아름다운 외모와 잔학성을 함께 갖춘 이중적인 캐릭터 스이코츠에 이르기까지 폭넓게 연기하고 있다.
- 성우 일과 함께 연극 배우로서도 적극적인 활동을 하고 있으며, 사회를 맡기도 한다.
- 《디지털 몬스터》 시리즈에서는 첫 번째 작품과 세번째 작품 및 TV스페셜에서 레오몬을 연기했다.

## 출연 작품
※굵은 글자로 표시된 배역은 주역과 메인캐릭터

### TV 애니메이션
1995년
- 애니메이션 세계 명작 동화 (그리폰)
- NINKU -인공- (켄타)

1997년
- 긴다이치 소년 사건부 (이츠키 요스케)
- 데즈카 오사무의 구약성서 이야기 (세르분, 요셉)
- 명탐정 코난 (미나미 사토시)
- 꿈의 크레용 왕국 (골든 국왕)

1998년
- 비밀의 앗코쨩 (3편) (지배인)
- 긴다이치 소년 사건부 (중년 남자)

1999년
- 오쟈마녀 도레미 (골동품점 주인, 야다의 아버지)
- 신풍괴도 쟌느 (쿠사카베 타쿠미 (마론의 아버지))
- GTO (키바야시)
- 주간 스토리랜드 (마사오)
- 디지몬 어드벤처 (나레이션, 레오몬, 샤벨레오몬, 이시다 히로아키(야마토의 아버지) 외)
- 명탐정 코난 (미치와키 타다히코)
- 몬스터 팜~원반석의 비밀~ (야쿠토 하운드)
- WILD ARMS ~Twilight Venom~ (베트로)

2000년
- 긴다이치 소년 사건부 (마츠오카 슈키치, 신메이 타카하루[1])
- 환상마전 최유기 (사오정 / 권렴대장)
- 사쿠라 대전 TV (기관원 외)
- 승부사 전설 테츠야 (유우 씨)
- 디지몬 어드벤처 02 (나레이션(어른 타케루), 이시다 히로아키, 겐나이(성인) 외)
- 더 파이팅 (오키타 케이고)
- 원피스 (상디)

2001년
- i-wish you were here-당신이 여기에 있길 바라 (챰푸아)
- 좀~더! 오쟈마녀 도레미 (아스카 켄조(모모코의 아버지))
- 바람의 요짐보 (코다마 죠지)
- 사이보그 009 THE CYBORG SOLDIER (필립)
- 명탐정 코난 (카메쿠라 유지)
- 원피스 (상디, 카루)

2002년
- 오쟈마녀 도레미 콰~앙! (아스카 켄조(모모코의 아버지))
- 쾌걸 근육맨 2세 (더 닌자)

2003년
- 내일의 나쟈 (카를로)
- 아스트로보이・철완 아톰 (제이크)
- 이누야샤 (스이코츠)
- L/R -Licensed by Royal- (잭 헤프너)
- 최유기 RELOAD (사오정 / 권렴대장)
- 다이버젠스 이브 (모미지 쥬조)
- NARUTO -나루토- (시라누이 겐마)
- 무한전기 포트리스 (란자・에스퍼)
- 원피스 (상디, 장인)

2004년
- 엘펜리트 (카쿠자와 교수)
- GIRLS 브라보 first season (사카키 쿄타로(코요미의 아버지))
- 오늘부터 마왕! (그리셀라 경 게겐휘버)
- 공각기동대 S.A.C. 2nd GIG (기노)
- 최유기 RELOAD GUNLOCK (사오정 / 권렴대장)
- DearS (자키)
- 철인 28호 (4번째 작품) (괴도 블랙마스크(아리모토 카게로우))
- 판타스틱 칠드런 (시설 원장)
- MADLAX (에릭)
- 미사키 크로니클~다이버젠스 이브~ (모미지 쥬조)
- MONSTER (야로미르 리프스키)

2005년
- GIRLS 브라보 second season (사카키 쿄타로(코요미의 아버지))
- 가이킹-대공마룡의 전설- (쟝, 바니슘)
- 오늘부터 마왕! 2기 (그리셀라 경 게겐휘버)
- Xenosaga THE ANIMATION (알렌・리지리)
- 트랜스포머 갤럭시 포스 (항공사령관 라이브 콘보이, 이륜기습병 가스켓, 로리의 아버지)

2006년
- 괴~ayakashi~ 「요츠야괴담」 (타미야 이에몬)
- 이노센트 비너스 (곤자)
- 에어 기어 (아이온 클락)
- 반쪽 달이 떠오르는 하늘 (나츠메 고로)
- BLACK LAGOON (베니)
- BLACK LAGOON The Second Barrage (베니)

2007년
- 괴물왕녀 (세브란)
- CLAYMORE (루브르)
- 결계사 (카구로)
- 여기는 잘나가는 파출소 (시튼)
- 세인트 비스트~광음서사시 천사담~ (금안의 카무이)
- MOONLIGHT MILE (잭・F・우드브리지=로스트맨)

2008년
- 오늘부터 마왕! 시즌3 (그리셀라 경 게겐휘버)
- 케로로 군조 (콰이어트 성인) ※229화
- NARUTO-나루토- 질풍전 (시라누이 겐마)
- 마법사에게 소중한 것~여름의 하늘~ (스즈키 테츠오)
- 망량의 상자 (쿄고쿠도(추젠지 아키히코))
- 우리 집의 여우신령님. (이나모치)
- 원피스 (만화) (상디, 개펭귄)

2009년
- 엘리먼트 헌터 (로버트 피리나)
- 괴담 레스토랑 (가르송, 킷쵸무)
- 카난 (산타나)
- 공중그네 (히라타 히로아키)
- 슬레이어즈 에볼루션 R (듀그르드)
- 창천항로 (제갈량)
- 파꽃의 아사타로 (죽순의 죠타로)
- 메탈파이트 베이블레이드 (메르시)

2010년
- 아이언맨 (인센)
- 섬광의 나이트레이드 (타카치호 이사오)
- 리타와 아무개[2] (아무개)

2011년
- 은혼 (테라다 타츠고로)
- TIGER & BUNNY (와일드 타이거/카츠라기・T・코테츠)
- 디지몬 크로스워즈 (마타둘몬)
- 원피스 (상디, 마구라)

2012년
- 소드아트온라인 (클라인)

### OVA
- 아이돌 프로젝트 (고플)
- 카멜레온 시리즈 (미시마 쥰)
- 오늘부터 마왕! R (그리셀라 경 게겐휘버)
- 최유기 시리즈

- 최유기 RELOAD -burial- (사오정)
- 최유기 외전 (권렴대장)

- 사쿠라 대전 앵화현란 (부대장, 고용인)
- STRAIT JACKET (폴크)
- 세계의 빛 친란성인 (서불방)
- 속 티몬과 품바 (스팅크)
- 나스 수트케이스의 철새 (프랑키)
- BLACK LAGOON Roberta's Blood Trail (베니)
- 헬싱 (베르나도트)
- 생츄어리 (호조 아키라)
- 원피스 ROMANCE DAWN STORY (상디)

### 극장판 애니메이션
- 이노센스 (코가)
- WXIII 기동경찰 페트레이버 (하타 신이치로)
- 은하철도999 유리의 크레아(3D판) (기계 부호)
- 긴다이치 소년 사건부 시리즈

- 긴다이치 소년 사건부 (노죠 코자부로)
- 긴다이치 소년 사건부2 살육의 딥블루 (이츠키 요스케)

- 극장판 환상마전 최유기 Requiem 선택받지 못한 자의 진혼가 (사오정)
- 디지몬 어드벤처 우리들의 워게임! (TV 아나운서)
- 나스 안달루시아의 여름 (프랑키)
- 블러드 더 라스트 뱀파이어 (점원)
- 밤하늘의 바이올린 (청년 오자와 키쿠지)
- 명탐정 코난 극장판 6기 - 베이커가의 망령 (카시무라 타다아키)
- 렌뇨 이야기 (야시치)
- 비바! 블루스 1993 (마에다 타이손)
- 원피스 시리즈 (상디)

- 원피스 네지마키 섬의 모험
- 원피스 진귀한 동물의 섬 쵸파왕국
- 원피스 더 무비 데드엔드의 모험
- 원피스 저주받은 성검
- 원피스 더 무비 오마츠리 남작과 비밀의 섬
- 원피스 더 무비 기계태엽성의 메카거병
- 원피스 에피소드 오브 앨러배스터 사막의 공주와 해적들
- 원피스 더 무비 에피소드 오브 쵸파 + 겨울에 피는, 기적의 벚꽃
- 원피스 필름 스트롱 월드
- 원피스 3D 밀짚 체이스
- 원피스 필름 골드
- 원피스 스페셜 1기: 루피 떨어지다! 신비한 바다의 배꼽 대탐험
- 원피스 스페셜 2기: 드넓은 바다에 펼쳐라! 아빠의 커다란 꿈!
- 원피스 스탬피드
- 원피스 필름 레드

- 이별의 아침에 약속의 꽃을 장식하자 (바로)
- 극장판 짱구는 못말려: 격돌! 낙서왕국과 얼추 네 명의 용사들 (궁정화가)

### 게임
- Are You Alice? (미친 모자장수)
- AZEL PANZER DRAGOON RPG (파에트)
- 안젤리크 마연의 6기사 (키퍼)
- 발키리 프로파일 : 죄를 짊어진 자 (그웬달)
- 에우레카 세븐 시리즈 (로디·플레임)

- 에우레카 세븐 TR1:NEW WAVE
- 에우레카 세븐 NEW VISION

- 에이스 컴뱃 5 : 언성 워 (알베르·쥬넷)
- 에스트폴리스 (아몬)
- 멋지게 사랑해2~멋쟁이 프린세스 (코지로)
- 오퍼레이션 플래쉬 포인트 : 드래곤 라이징
- 괴담 레스토랑 뒷메뉴 100선 (유령 가르송)
- 건 그레이브 O.D. (시체12, 카바네 쥬지)
- 기동전사 건담 외전 콜로니가 떨어진 땅에… (빗슈 도나휴)
- 캐서린 (올란도)
- 킹덤 하츠2 (잭 스패로우)
- 근육맨 시리즈 (주로 더·닌자를 담당)

- 근육맨2세 신세대초인 VS 전설초인 (엘 카에룬)

- 근육맨 제네레이션즈
- 근육맨 머슬 제네레이션즈

- 근육맨 머슬 그랑프리 MAX

- 근육맨 머슬 그랑프리2 특대

- 클러스터 엣지 ~너를 기다리는 미래에의 증거~ (코랄 페나카이트)
- 월화요란 ROMANCE (후지 레이토)
- 갓 이터 (아마미야 린도)

- 갓 이터 버스트 (아마미야 린도)

- 더 서드 버스데이 (마에다 쿠니히코)
- 시에스타~억새풀밭의 꿈 이야기~ (스즈하라 료)
- 잭 앤 덱스터 : 더 로스트 프론티어 (피닉스)
- JEANNE D'ARC (질드레)
- Spyro X Sparx : Tondemo Tours (헌터)
- 제노사가 시리즈 (알렌 리지리)

- 제노사가 에피소드I［힘으로의 의지］
- 제노사가 프릭스
- 제노사가 에피소드II［선악의 피안］
- 제노사가I・II
- 제노사가 에피소드III［짜라투스트라는 이렇게 말했다］

- 소닉과 암흑의 기사 (캘리번)
- 테일즈 오브 시리즈

- 테일즈 오브 이노센스 (리카르도 솔다토/휘프노스)
- 테일즈 오브 더 월드 레디언트 미솔로지3 (리카르도 솔다토, 히어로 보이스)

- 전격의 피로토~천공의 반~ (헤드)
- NAMCO x CAPCOM (브루스 맥개번, 카무즈)
- 니드 포 스피드 : 카본 (다리우스)
- 배틀 스타디움 D.O.N (상디)
- 하나요이 로마네스크 사랑과 비애 - 그것은 너를 위한 아리아 (호쇼 시요)
- 파이널 판타지 시리즈

- 파이널 판타지 XII (발프레아)
- 디시디아 듀오데심 파이널 판타지 (라그나·르와르)

- 헤비레인 마음이 삐걱거릴 때 (노먼 제이든)
- 은하철도999~Story of Galaxy Express 999~ (프라이더)
- 모두의 테니스 포터블 (브래드)
- 로드 오브 몬스터즈 PS판 (우플)
- 로쿠데나시 블루스 대결! 도쿄사천왕 (마에다 타이손, 하타나카 유타로, 에비하라 마사토시)
- 원피스 시리즈 (상디)

- 원피스 그랜드 배틀!
- 원피스 나가자 해적단! (카루)
- 원피스 그랜드 배틀!2 (카루)
- 원피스 트레져 배틀! (카루)
- 원피스 오션즈 드림! (카루)
- 원피스 그랜드 배틀!3 (카루)
- 원피스 라운드 더 랜드! (카루)
- 원피스 그랜드 배틀! RUSH (카루)
- 파이팅 포 원피스
- 원피스 파이레츠 카니발 (카루)
- 원피스 언리미티드 어드벤처
- 원피스 기어 스피릿
- 원피스 언리미티드 크루즈

### 온라인 게임
- 마비노기 영웅전(카이)